# Lepisiota nigrescens
Lepisiota nigrescens är en myrart som först beskrevs av Vladimir Aphanasjevich Karavaiev 1912.  Lepisiota nigrescens ingår i släktet Lepisiota och familjen myror. Inga underarter finns listade i Catalogue of Life.